# Pjotr Nikolajewitsch Pospelow
Pjotr Nikolajewitsch Pospelow (russisch Пётр Николаевич Поспелов; * 8. Junijul. / 20. Juni 1898greg. in Kusnezowo, Gouvernement Twer; † 22. April 1979 in Moskau) war ein sowjetischer Funktionär der KPdSU, Journalist und Historiker. 

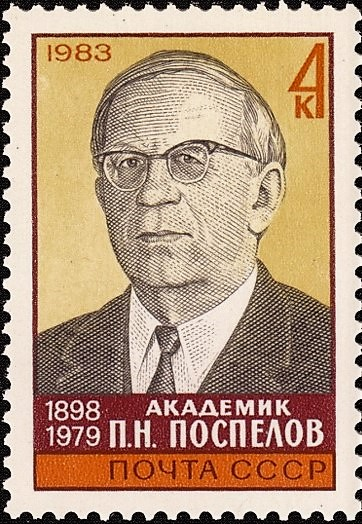
Pospelow auf einer sowjetischen Briefmarke von 1983

## Leben
Als Sohn eines Angestellten besuchte er das Gymnasium in Twer. Ab 1916 studierte er an der Landwirtschaftsakademie in Tscheljabinsk und Moskau. Mitglied in der SDAPR wurde er 1916. In Twer war von 1917 bis 1918 in der Untergrundarbeit der Partei tätig, wobei er auch als Sekretär der Textilarbeitergewerkschaft arbeitete. Die Untergrundarbeit setzte er von 1918 bis 1919 in Sibirien fort, hauptsächlich in Tscheljabinsk.
In Twer betätigte er sich anschließend bis 1924 als Leiter für Agitation und Propaganda für den Gebietsbereich der Partei. Von 1924 bis 1926 übernahm er erstmals eine Funktion beim Zentralkomitee der KPdSU. Ab 1926 begann er ein Studium des Marxismus-Leninismus am Institut der Roten Professur (IKP) in der Abteilung für Ökonomie und der Kommunistischen Akademie. Nachdem er 1930 dieses Studium beendet hatte, wurde er Mitglied im ZK der KPdSU und zugleich Redakteur der Zeitung Prawda und der Zeitschrift Bolschewik. Ab 1934 war er Mitglied der Zentralen Kontrollkommission der KPdSU. Dabei wirkte er an den Vorbereitungen und der Ausführung der politischen Säuberungen in der Sowjetunion mit.
Im Jahre 1937 bis 1940 besetzte er den Posten des stellvertretenden Leiters der Verwaltung für Agitation und Propaganda beim ZK der KPdSU. Mit der Aufnahme in das ZK der Partei im Jahre 1939 und im folgenden Jahr auf dem XVIII. Parteitag der KPdSU, wo ihm der Posten des Chefredakteurs der Prawda übertragen wurde, erweiterte sich sein Einfluss bezüglich der stalinistischen Linie in der Sowjetunion erheblich. Im Jahre 1946 wählte man ihn zum Deputierten in den Obersten Sowjet.
Von 1949 bis 1952 übernahm er die Leitung des Instituts für Marxismus-Leninismus als Direktor. Dann kehrte er als Chefredakteur wieder zur Prawda zurück. In den Jahren von 1949 bis 1952 hatte er auch redaktionelle und journalistische Arbeiten bei der Großen Sowjetischen Enzyklopädie und als Chefredakteur der Zeitschrift Kommunist geleistet. Von 1953 bis 1960 leitete er als Sekretär des ZK der KPdSU die Arbeiten des Sekretariats. In seinen Memoiren erwähnt Nikita Chruschtschow, dass Pospelow 1954 mit der so genannten Pospelow-Kommission beauftragt wurde, die Fälle von loyalen Parteifunktionären untersuchte, die an Stalins Säuberungen beteiligt gewesen waren. Danach ist Pospelow auch Verfasser der Rede Über den Personenkult und seine Folgen, welche Chruschtschow 1956 zum Abschluss des 20. Parteitages der KPdSU hielt. Im Jahre 1956 hatte er wieder einen Sitz im ZK der KPdSU. Im gleichen Jahr wurde er Mitglied im Büro der KPdSU in der RSFSR.
Ab 1957 bis 1961 war er Kandidat für das Präsidium des ZK der KPdSU. Im Jahre 1958 hatte er wiederum die Funktion eines Deputierten des Obersten Sowjets der UdSSR inne. Den Posten des Sekretärs des ZK der KPdSU musste er 1960 aufgeben. Danach widmete er sich den Tätigkeiten der Leitung des Instituts für Marxismus-Leninismus von 1961 bis 1967. Danach wirkte er ab 1967 im Präsidium der Akademie der Wissenschaften der UdSSR. Als Autor wirkte er bei der Darstellung des Russischen Bürgerkrieges und der Darstellung eines Gesamtwerks zum Deutsch-Sowjetischen Krieg unter dem Titel Geschichte des Großen Vaterländischen Krieges 1941–1945 mit. Auch schrieb er einen Teil der Biographie von Lenin mit, die erstmals 1959 veröffentlicht wurde.
Pospelow wurde mit hohen sowjetischen Ehren ausgezeichnet. So erhielt er 1958 den Titel Held der sozialistischen Arbeit. Weiterhin wurde ihm der Stalinpreis, dreimal der Leninorden, der Orden des Vaterländischen Krieges I. Klasse und die Goldmedaille Hammer und Sichel verliehen.